# Thoracibidion flavopictum
Thoracibidion flavopictum là một loài bọ cánh cứng trong họ Cerambycidae.